# 中国大陆服务电话号码
中国大陸服务电话号码是指在中国大陆境内用于提供商业或公共服务的号码，相对其他电话号码而言，服务电话号码便于记忆，对于企业而言还可以树立自身形象。服务电话号码通常有下列格式：
- 1××：通常为紧急电话或查号台；
- 100××：通常为电信运营商的客服电话；
- 12×××：通常为政府部门的服务热线；
- 400-×××-××××、800-×××-××××、95／96×××（5－8位数）：通常为商业服务类电话；
- 700-××××××××××××（15位数）：通常为号码保护业务；

根据号码分配原则，在中国大陆拨打服务电话号码会可能会被接入全国统一的平台，也有可能接入当地的处理中心以提供本地化的服务（下文中标注“分地区”的号码即为此类）。
例如：同样拨打“110”，在北京则拨通北京当地警务中心，在上海则拨通上海当地警务中心，如欲在其他城市拨打北京的警务中心，则需加拨区号拨打“010-110”，如使用移动电话且位于行政区边界处，建议加拨区号以便正确接入所需的地区；但是在全国各地拨打400、800等开头的号码则无需加拨区号，会被自动接入对应的呼叫中心以提供相同品质的服务。

## 正在使用的电话号码

### 电信服务类
- 100xx 电信类业务客户服务热线（含虚拟运营商）
  - 10000 中国电信客户服务热线（分地区）
  - 10010 中国联通客户服务热线（分地区）
  - 1001011 中国联通“话费流量直通车”[註 1]（分地区）
  - 10015 中国联通集团服务质量监督热线
  - 10050 中移铁通客户服务热线（分地区）
  - 10080 中国移动集团服务质量监督热线
  - 10086 中国移动客户服务热线（分地区）
  - 1008611 中国移动“话费流量直通车”[註 1]（分地区）
  - 10096 中国铁塔客服热线（分地区）
  - 10099 中国广电客户服务热线（分地区）
- 106 短消息接入码（曾用于国际半自动查询、手机给小灵通发短信）
- 112 北京联通障碍台（原电话障碍申告台，现仅北京市固话拨打或者手机加拨010区号时可用，其他城市在不加拨区号的情况下则提示拨打110、119、120或122，如加拨其它城市区号则为空号）
- 114 中国联通电话导航平台（北方10省）或中国电信电话导航平台（南方21省）（分地区）
- 116114 中国联通电话导航平台（北方10省）（分地区）
- 118114 中国电信电话导航平台（南方21省）（分地区）
- 12580 中国移动电话导航平台（英语：Directory assistance）（分地区）
- 179xx IP 电话接入号
  - 1790x 中国电信IP电话接入号
  - 1791x 中国联通IP电话接入号
  - 1795x 中国移动IP电话接入号
- 4008810000 中国电信集团服务质量监督热线

### 公共服务类
- 1xx 紧急电话，用于报告紧急情况，随意拨打可能会受到处罚，此外这些号码在许多城市已经合并，拨打其中任意号码皆可报告所有类型的的紧急情况：
  - 110 警察（中华人民共和国公安部、各地公安局）（分地区）
    - 95110 海警局

  - 119 火警（中华人民共和国应急管理部、国家综合性消防救援队伍）（分地区）
  - 120 急救电话（中华人民共和国国家卫生健康委员会、各地卫健局）（分地区）
  - 122 交通事故报警（中华人民共和国公安部、各地公安局）（分地区）
  - 112在中国大陆不能使用，会听到引导拨打正确号码的录音
- 11183 EMS速递物流业务咨询投诉电话
- 11185 邮政电话信息服务（中国邮政集团公司及各地邮局，速递业务除外）
- 121xx 公共信息服务
  - 12110 全国统一手机短信报警号码（特殊报警条件时使用[1]，不可拨打）
  - 12114 移动短信息名址服务标准验证试验平台接入号码（中国信息通信研究院，不可拨打）
  - 12117 报时台（该服务由运营商提供，替代品为中国科学院国家授时中心提供的标准时间语音报时服务[2]）
  - 12119 全国森林防火报警电话（中华人民共和国应急管理部、各地森林防火部门）（分地区）
  - 12121 天气预报（中国气象局、各地气象局，部分地区为其他号码，例如江苏为96121）（分地区）
  - 12122 全国高速公路救援电话号码（中华人民共和国交通运输部、各地高速公路救援部门，部分地区为其他号码，例如广东为96998，江苏为96777）（分地区）
  - 12123 全国交管服务电话（中华人民共和国公安部，各地公安交管局/支队）（分地区）
- 123xx 党政机关服务电话（政务公务类短号码），在不清楚应该拨打哪个电话时默认可拨打12345，由市政热线人员根据问题描述二次转接。
  - 12345 政务服务便民热线[註 2]（各地级以上市人民政府办公厅〔室〕），通常可用来咨询、举报或投诉辖区内的各类问题。（分地区）
  - 12303 信访服务电话（国家信访局，目前不可拨打，仅用于信访流程短信提示发送号码）
  - 12305 邮政用户申诉热线（国家邮政局、各省区市邮政管理部门）（需加省会区号）[註 3]
  - 12306 铁路客户服务热线（中国国家铁路集团、各地铁路局集团公司）
  - 12308 外交部全球领事保护应急呼叫中心（中华人民共和国外交部，2014年9月2日启用[4]，原为北京奥运会公益咨询服务热线）（从中国境内北京以外拨打需加010区号，从境外拨打还需加拨国际区号+86）
  - 12309 检察机关举报电话（中华人民共和国最高人民检察院、各级检察院）（分地区）
  - 12310 编制举报电话（中央机构编制委员会、各级机构编制委员会办公室）（分地区）
  - 12313 烟草市场监管举报电话（国家烟草专卖局、各地烟草专卖局）（分地区）[註 3]
  - 12314 水利部监督举报电话（中华人民共和国水利部、各地水利/水务局）
  - 12315 各地消费者（包括食品安全、产品质量、市场物价、知识产权、反不正当竞争等问题）举报投诉中心（国家市场监督管理总局、各地市场监督管理局）（分地区）[註 4]
  - 12316 农业公益服务热线（分地区）[註 4]
  - 12317 扶贫监督电话（北京以外地区需加010区号）[註 4]
  - 12318 文化市场举报电话（中华人民共和国文化和旅游部、各地文化主管部门）（分地区）[註 4]
  - 12319 城建服务热线（中华人民共和国住房和城乡建设部、各地城建局）（分地区）[註 4]
  - 12320 公共卫生服务热线（中华人民共和国国家卫生健康委员会、各地卫生健康主管部门）（分地区）[註 4]
  - 12321 网络不良与垃圾信息举报受理中心电话（中华人民共和国工业和信息化部、中国互联网协会）（分地区）
  - 12323 海洋行政执法举报热线（中华人民共和国自然资源部）
  - 12325 全国粮食流通监管热线（国家粮食局）
  - 12326 民航服务质量监督电话（中国民用航空局）
  - 12328 交通违规违法举报电话（中华人民共和国交通运输部、各地交管局）（分地区）[註 4]
  - 12329 住房公积金服务热线（中华人民共和国住房和城乡建设部、各地城建局）（分地区）[註 4]
  - 12333 人力资源和社会保障公益服务电话（中华人民共和国人力资源和社会保障部、各地人社局）（分地区）[註 4]
  - 12335 中国企业境外商务投诉电话（中华人民共和国商务部）（北京以外地区需加010区号）
  - 12337 扫黑除恶专项斗争群众举报电话（中共中央政法委员会、各地中共党委政法委员会）（分地区）
  - 12338 妇女维权热线（中华全国妇女联合会）（分地区）
  - 12339 国家安全机关举报受理电话（中华人民共和国国家安全部）（分地区）
  - 12340 统计系统民意调查电话（国家统计局、地方统计局）（目前仅作为外呼号码，不可主动拨打）
  - 12348 法律服务和法律援助热线（中华人民共和国司法部、各地司法厅（局））（分省级地区）[註 4]
  - 12350 安全生产举报投诉热线（中华人民共和国应急管理部、各地应急管理局）（分地区）[註 4]
  - 12351 职工维权热线（中华全国总工会）（分省级地区）
  - 12355 青少年综合服务热线（共青团中央、各地共青团）（分省级地区）
  - 12356 全国统一心理援助热线（中华人民共和国国家卫生健康委员会、各地卫生健康主管部门）（分地区）[6]
  - 12360 海关服务热线（中华人民共和国海关总署、各地海关）（分地区）[註 3]
  - 12361 学习强国学习平台热线（中共中央宣传部）
  - 12363 金融消费投诉热线（中国人民银行）（分省级地区）
  - 12366 纳税服务热线（国家税务总局）（分地区）[註 3]
  - 12367 国家移民管理局咨询服务热线（国家移民管理局、各地公安局出入境管理局、各地出入境边防检查总站）（分地区）[註 3]
  - 12368 法院服务热线（中华人民共和国最高人民法院、各地法院）（分地区）
  - 12369 环境保护投诉、举报热线（中华人民共和国生态环境部、各地生态环境局）（分地区）[註 4]
  - 12370 公务员管理服务热线（中华人民共和国人力资源和社会保障部）（北京以外地区需加010区号）
  - 12371 党员咨询服务热线（中共中央组织部）（分地区）
  - 12377 互联网违法和不良信息举报中心热线（中央网络安全和信息化委员会办公室、国家互联网信息办公室）
  - 12378 银行保险消费者投诉维权热线（国家金融监督管理总局）
  - 12379 国家突发事件预警信息发布电话（中华人民共和国应急管理部）（北京以外地区需加010区号）
  - 12380 组织系统举报热线（中共中央组织部）（分地区）
  - 12381 工信部公共服务电话（中华人民共和国工业和信息化部）
  - 12385 全国残疾人服务热线（中国残疾人联合会）（分地区）[註 4]
  - 12386 投资者合法权益保护热线（中国证券监督管理委员会）
  - 12388 纪检监察举报热线（中国共产党中央纪律检查委员会、中华人民共和国国家监察委员会、各地纪委、监察委）（分地区）
  - 12389 公安部举报中心（中华人民共和国公安部、各地公安局）
  - 12390 全国扫黄打非、反盗版举报电话（国家版权局、全国“扫黄打非”工作小组办公室）
  - 12393 医疗保障服务热线（国家医疗保障局）[註 4]
  - 12395 水上遇险求救电话（交通运输部海事局、各地海事局）（分地区）
  - 12398 能源监管热线（国家能源局）

### 商业服务类
- 400 主被叫分担付费电话（4001、4007为移动，4000、4006为联通，4008、4009为电信，中国境内和境外所有固话和手机都皆可拨打，中国境内的主叫方需支付国内通话费，境外的主叫方需要支付国际长途费用）
- 800 被叫集中付费电话（仅限中国境内固话用户或中国电信手机用户免费拨打，费用由被叫方全额支付，除中国电信外的手机用户可能无法拨通）
- 95xxx、96xxx（号码可以为5-8位）：企事业单位客户服务电话，包括但不仅限于银行、保险公司、公用事业、非紧急公共服务等，例如：
  - 95105105 铁路订票电话（中国国家铁路集团、各地铁路局集团公司）
  - 95110 海上匪警（中国海警局）（仅可从有中国通信网络覆盖的地区拨打，中远海等无覆盖区域可拨打+86-10-68995110）
  - 96006 铁路订票电话（中国国家铁路集团、各地铁路局集团公司）
  - 96110 反电信诈骗举报电话[7]（中华人民共和国公安部、各地公安局）（分地区）

## 已停用的电话号码
- 0666 战略应急VSAT卫星通信网网号
- 1000 原中国电信客户服务，现10000
- 1001 原中国联通客户服务，现10010
- 1002 原中国吉通客户服务
- 1003 原中国网通客户服务
- 1005 原中国铁通客户服务
- 10060 原中国网通客户服务热线（已并入中国联通）
- 10061 原中国网通自助服务热线（已并入中国联通）
- 10064 原中国网通客户投诉中心（已并入中国联通）
- 10070 原中国卫通客服服务热线
- 103 原国际人工长途电话
- 107 国际半自动班长台
- 108 国际长途直拨国外话务员受付业务
- 111 原市内线号员与测量台联系号
- 112 紧急求救电话（在中国大陆并不适用，详见国际求救电话）
- 113 原国内长途人工台挂号
- 115 原国际人工长途挂号台
- 116 原国内人工长途电话查询，现中国联通增值业务号码
- 117 原报时台，现已改为12117
- 118 原郊区人工长途挂号、农话，现中国电信增值业务号码
- 121 原天气预报，现已改为12121
- 12300 电信用户申诉（中华人民共和国工业和信息化部、各省、自治区、直辖市通信管理局）（需加省会区号）（2021年取消）[5]
- 12301 国家旅游服务热线（中华人民共和国文化和旅游部、各地旅游主管部门）（2021年取消）[5]
- 12302 中国科学院全国统一科学技术服务专用电话
- 12307 干部理论学习服务电话（中共中央党校）
- 12311 新华社新闻热线（新华社）
- 12312 商务领域举报投诉咨询服务电话（中华人民共和国商务部、各地商务主管部门）（分地区）（2021年取消）[5]
- 12322 防震减灾公益服务热线（中国地震局）（2021年取消）[5]
- 12330 全国统一知识产权维权援助公益服务电话（国家市场监督管理总局）（分地区）（2021年取消）[5]
- 12331 全国统一食品药品监督举报服务电话（国家市场监督管理总局）（分地区）（2021年取消）[5]
- 12336 国土资源违规违法举报电话（中华人民共和国自然资源部、各地自然资源局）（分地区）（2021年取消）[5]
- 12341 各地市政府咨询类公益服务号码
- 12342 各地市政府投诉类公益服务号码
- 12343 各地市政府便民服务类公益服务号码
- 12349 民政服务热线（中华人民共和国民政部、各地民政局）（分地区）（2021年取消）[5]
- 12356 计划生育服务热线（中华人民共和国国家卫生健康委员会、各地卫健局）（分地区）（2021年取消，2024年12月25日改为心理援助热线）[5]
- 12358 全国价格投诉举报统一电话（国家市场监督管理总局）（分地区）（2021年取消）[5]
- 12365 全国质量技术监督系统和出入境检验检疫统一电话（国家市场监督管理总局）（分地区）（2021年取消）[5]
- 12391 教育部统一监督举报电话
- 12396 农村科技信息公益服务电话（需加省会区号）（2021年取消）[5]
- 1250-1252 原中国联通寻呼服务中心
- 126-129 中国联通寻呼业务
- 160 电话信息服务台
- 161 电话网与分组网间互联号（同步），现已腾出位置准备分配手机号段
- 162 电话网与分组网间互联号（异步2400／1200），现已改为手机号段
- 16300、16388 中国电信拨号上网接入码
- 16500 中国联通拨号上网接入，现165已改为手机号段
- 166 语音信箱，现166已用作手机号段
- 167 原吉通计算机互联网业务接入码，现167已被用作手机号段
- 168 省内电话信息服务自动台接入码
- 16900、16901 原中国网通拨号上网接入码
- 170 原话费查询台，现已改为手机号段
- 171 原中国网通计算机互联网业务接入码，现已改为手机号段
- 172 原国内长途自动障碍申告台，现已改为手机号段
- 173 原国内立接制长途半自动挂号台，现已改为手机号段
- 174 长途查号，现已改为手机号段
- 175 国内半自动来话，现已改为手机号段
- 176 国内长途半自动查询台，现已改为手机号段
- 177 国内长途半自动班长台，现已改为手机号段
- 178 国内半自动去话呼叫本端或对端人工台，现已改为手机号段
- 1792X 原吉通通信IP电话接入号
- 180 原中国电信用户投诉服务台，现已将该业务合并至10000，因为180需用作手机号段
- 183 原国家邮政局因特网，现已改为11183，因为183需用作手机号段
- 184 原邮政编码查询接入码，现已改为手机号段
- 1860 原中国移动客户服务，现已改为10086，因为186需用作手机号段
- 1861 原中国移动话费查询服务，现已改为1008611，因为186需用作手机号段
- 185 原国家邮政局电话信息服务接入码，现已改为11185，因为185需用作手机号段
- 190 运营商标识码，现已改为1241、1242、1243，且190已改为手机号段
  - 190xxx 中国电信业务接入
- 191-192 原中国联通寻呼业务，现已改为手机号段
- 193xxx 中国联通长途电话接入码，现已改为手机号段
- 1940 帧中继网网号，现194已腾出位置准备分配为手机号段
- 1941 ATM 网网号
- 195 中国移动长途电话接入码，现已改为手机号段
- 196xxx 原中国网通长途电话接入码，现已改为手机号段
- 197xxx 原中国铁通长途电话接入码，现已改为手机号段
- 198-199 原国信全国寻呼服务电话，现已改为手机号段
- 300 全国电话记帐卡呼叫业务
- 900-909 原中国电信、中国移动模拟网移动电话
- 928-929 城市秘书台，现已腾出位置准备分配给手机号段
- 96119 消防隐患举报投诉热线（分地区）（2021年取消）[5]